# Attentats à la bombe de 1986 à Damas
 (août 2025).
Les attentats à la bombe de 1986 à Damas sont une série d'attentats terroristes perpétrés à Damas, en Syrie, en 1986. Il s'agit des actes de terrorisme les plus meurtriers survenus contre des civils depuis la répression du soulèvement islamiste en Syrie en 1982. Les attentats semblent viser à déstabiliser le gouvernement syrien de Hafez el-Assad, les liens entre les auteurs présumés et l'Irak étant établis.

## Attentats
Le 13 mars 1986, un camion piégé explose sous un pont dans la banlieue de Damas, tuant 60 personnes et en blessant 100 autres,. Un mois plus tard, 144 personnes sont tuées par une série d'attentats à la bombe dans cinq villes de Syrie, dont Damas, les bus étant une cible de choix.

## Auteurs présumés
Immédiatement après l'attentat de mars, le gouvernement syrien rejette la faute sur l'Irak, invoquant son désir de déstabiliser le régime. Après les attentats d'avril 1986 qui coûtent la vie à 144 personnes supplémentaires, un groupe jusque-là inconnu avec des sympathies pro-irakiennes se faisant appeler le Groupe du 17 octobre pour la libération du peuple syrien revendique la responsabilité des attaques. La BBC rapporte en 2008 que des "militants pro-irakiens" sont "soupçonnés" d’être responsables des attentats à la bombe de mars et d'avril.